# Banksia serrata
Banksia serrata is een kleine boom, die voorkomt langs de oostkust van Australië. Een van de eigenschappen van de plant is serotinie, een ecologische aanpassing, in dit geval aan de in het land frequent voorkomende bushfires. Zodra de stam dik genoeg is, overleeft hij de meeste branden, en de zaden springen open door het vuur.   
Een tweetal cultivars zijn:
- Banksia serrata 'Austraflora Pygmy Possum' - oorspronkelijk vermeerderd door de Austraflora Nursery, een liggende vorm afkomstig uit de omgeving van Green Cape'. Vergelijkbare planten komen ook in de handel onder de soortnaam.
- Banksia serrata 'Superman'- een grootbloemige selectie met lange bladeren en een tot 27 cm lange aar afkomstig van Scotts Head. Echter nog niet in de handel, maar wel geregistreerd door de ACRA.

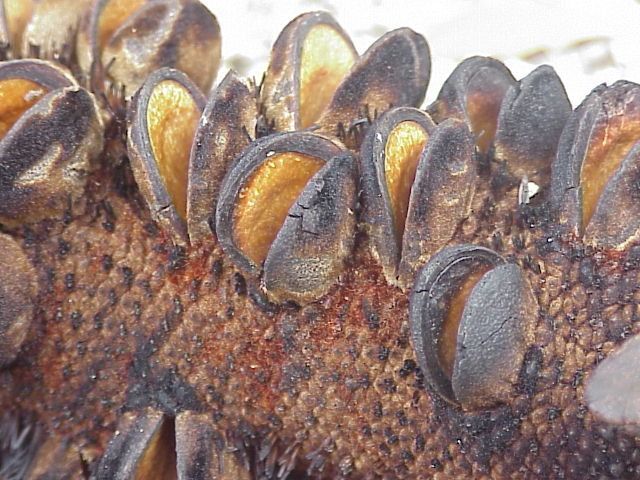
Closeup van een oude aar met open vruchten.
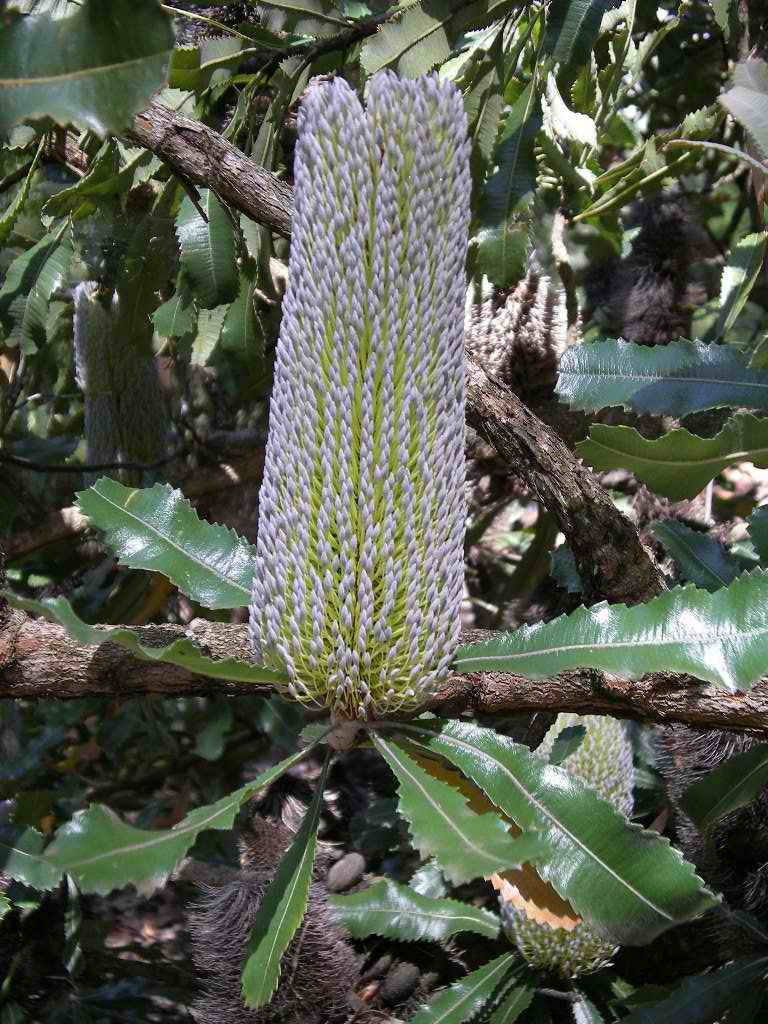
Aar in knop
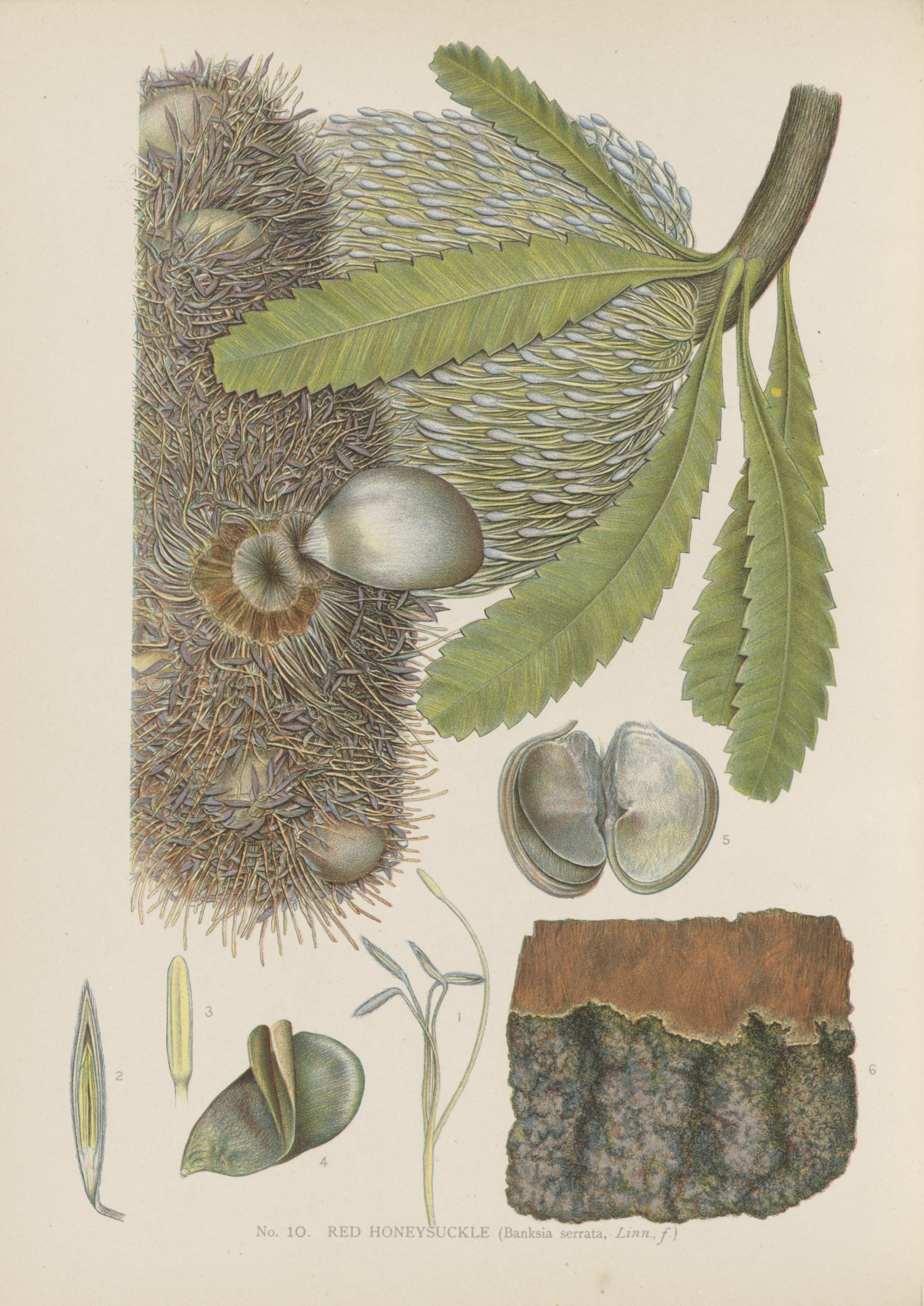
Banksia serrata door Edward Minchin (1862–1913). Gepubliceerd in 1895 in "The  Flowering Plants and Ferns of New South Wales - Part 3" door Joseph Maiden.
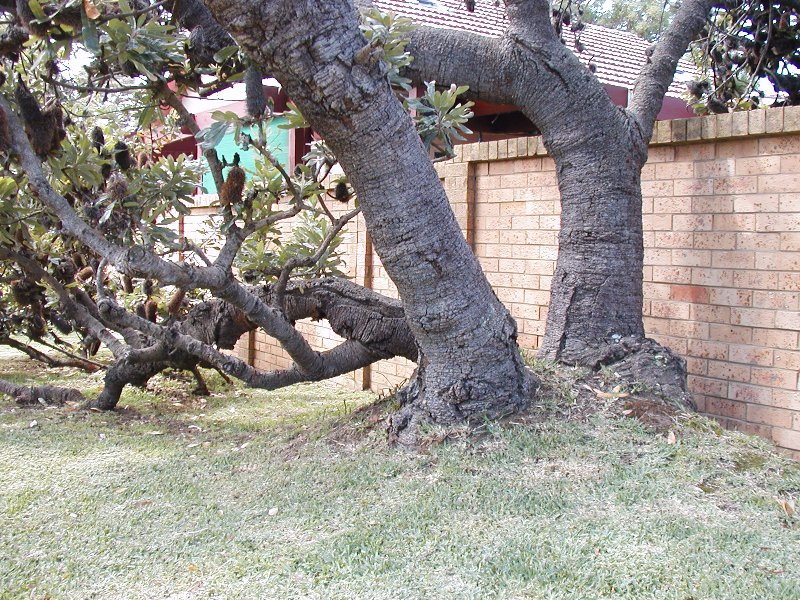
Oude knoestige stam, Kirrawee, Sydney
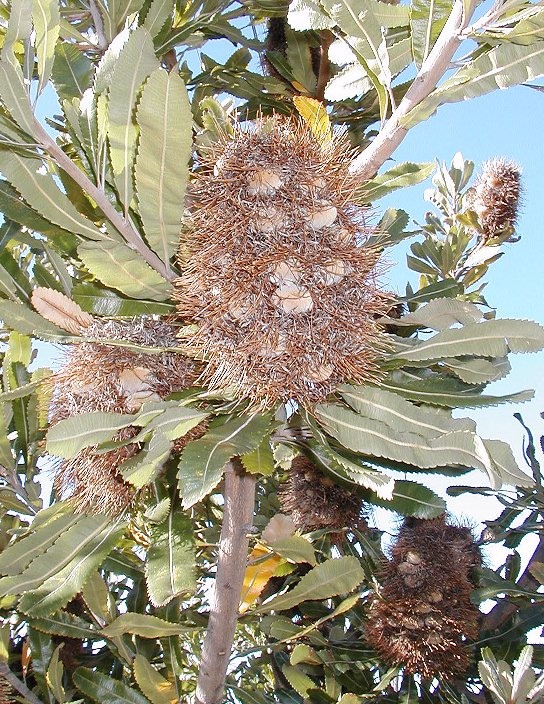
Oude aar met gesloten vruchten, plant in Randwick
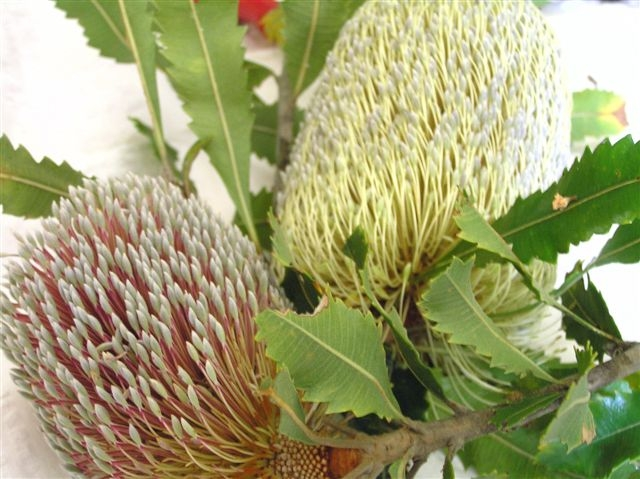
Kleurvarianten in knop

## In andere talen
- Engels: Old Man Banksia, Saw Banksia, Saw-tooth Banksia, Red Honeysuckle

... · 
B. aemula · 
B. attenuata · 
B. baxteri · 
B. brownii · 
B. canei · 
B. ericifolia · 
B. integrifolia · 
B. marginata · 
B. prionotes · 
B. serrata · 
B. sphaerocarpa · 
B. verticillata · 
...